# SaldaPress
saldaPress è una casa editrice italiana di fumetti fondata nel 2001 a Reggio Emilia.

## Caratteristiche
Nasce nel 2001 come divisione editoriale di «Gruppo Saldatori», studio di grafica e comunicazione costituito nel 1997.
Produce e pubblica fumetti su licenza di varie case editrici internazionali, con l'esclusiva per l'Italia dell'intero catalogo dell'etichetta Skybound, fondata nel 2010 da Robert Kirkman all'interno di Image Comics e sotto cui compaiono la serie supereroistica Invincible e The Walking Dead, la saga zombie a fumetti più famosa al mondo, nonché titolo di punta sia della Image sia della saldaPress. Entrambe le serie hanno ricevuto adattamenti televisivi, la prima come serie animata disponibile su Prime Video, la seconda come serie tv disponibile su Disney+.
Nel 2001 porta per la prima volta in Italia il manga de L'Uomo Tigre, con copertine inedite e originali di Giuseppe Camuncoli. Da settembre 2011 saldaPress ha ristampato la serie Leo Pulp originariamente appartenente alla Sergio Bonelli Editore nella collana Maèstro in tre volumi di alta qualità e grande formato (21×28,5 cm). Nel 2013 ripropone al pubblico in due volumi definitivi ricchi di extra il fumetto cult The Rocketeer di Dave Stevens sempre per la collana Maèstro. Dal 2021 la casa editrice pubblica le stagioni conclusive (10, 11 e 12) a fumetti della serie televisiva Buffy l'ammazzavampiri.
Nel 2022 inaugura la collana Mangaka, con cui porta per la prima volta in Italia le opere To-y e Sex di Atsushi Kamijo, insieme a nuovi manga inediti il cui anime è disponibile su Crunchyroll.
Ad aprile 2024 saldaPress annuncia l'acquisizione dei diritti esclusivi di pubblicazione per l’Italia di Energon Universe, l’universo condiviso targato Skybound - su licenza di Hasbro - con protagonisti i celebri personaggi dei Transformers e di G.I. Joe. Robert Kirkman è alla guida dell’intero progetto Energon Universe.

### Collane principali
- Maèstro: collana dedicata al fumetto d'autore italiano e internazionale. L'estrema cura editoriale è il cuore dell'operazione: i volumi, tutti in edizione definitiva, sono pubblicati in una prestigiosa edizione di grande formato, rilegati a filo refe con copertina rigida.
- Skybound: Skybound è l'etichetta creata nel 2010 da Robert Kirkman all'interno di Image Comics con l'intenzione di avviare la produzione e pubblicazione di serie originali, con prospettive totalmente nuove. Nel catalogo compaiono naturalmente i capolavori dello stesso Kirkman: la già citata saga di The Walking Dead, un titolo di lungo corso come Invincible e le storie di Super Dinosaur, Outcast e Thief of Thieves. SaldaPress pubblica in esclusiva per l'Italia i titoli Skybound e questa collana, che prende il nome dall'etichetta di Kirkman, raccoglierà le serie già pubblicate negli USA e quelle che usciranno in futuro[4].
- Image: Image Comics è la casa editrice statunitense indipendente fondata nel 1992 come marchio della Malibu Comics. La collana raccoglie le serie già pubblicate negli USA e quelle che usciranno in futuro.
- Widescreen: collana dedicata ai grandi capolavori cinematografici, che accoglie i saggi e i "dietro le quinte" dedicati a titoli come Alien, Aliens, Jurassic Park, Ritorno al futuro e Ghostbusters.
- Whedonverse: collana che raccoglie tutte le opere scritte e create dal regista Joss Whedon, tra cui Buffy l'ammazzavampiri (sia il reboot a fumetti che le stagioni canoniche) e Firefly.
- YAÙ: collana dedicata ai lettori young adult.[5]
- RamenBurger: collana che si pone come un punto d’incontro – grafico, narrativo e culturale – tra il fumetto occidentale e quello orientale.[6]
- Mangaka: collana dedicata al fumetto nipponico e ai grandi autori orientali, spesso ancora inediti in Italia. [7]

### Altre collane
- Parodia: collana riguardante i fumetti parodistici dedicati ai grandi personaggi dei fumetti d'autore, Marvel e DC Comics[8].
- Strips collana dedicata al mondo dei fumetti delle strisce brevi da quotidiani. I titoli della collana Strips provengono tutti dagli USA e sono completati da un apparato di note che rende più trasparente al lettore italiano i riferimenti e il contesto a cui fanno riferimento personaggi e autori[9];
- Zeta: è la collana horror dedicata al mondo degli zombie, la più grande nel suo genere. I numerosi titoli che la compongono offrono un'ampia panoramica del tema, spaziando dalla chiave drammatica a quella parodistica, fino ad arrivare a The Walking Dead, il capolavoro di Robert Kirkman, pluri-premiata serie a fumetti da cui nel 2010 è stata tratta una serie tv di grande successo prodotta da AMC e distribuita anche in Italia da Fox International e pubblicata sia in formati di lusso sia in formato bonellide per le edicole[10];
- Aliens Universe: a partire dall'aprile 2017, SaldaPress inizia la pubblicazione dei fumetti ambientati nell'Alien Universe e pubblicati negli Stati Uniti dalla Dark Horse Comics[11]. L'occasione nasce dall'uscita del film Alien: Covenant di Ridley Scott, distribuito nelle sale italiane nel maggio 2017[11]. Quasi contemporaneamente 22 aprile 2017 viene distribuito il primo albo della serie regolare Aliens con periodicità mensile[11]. La serie contiene materiale tratto dai fumetti originali editi come miniserie, albi unici o storie autoconclusive all'interno di albi antologici o celebrativi. Il primo numero contiene i primi due albi della limited-series Aliens: Defiance, dello scrittore Brian Wood[11]. L'opera originale è composta da 12 albi e quindi occupa le pagine delle prime sei uscite del mensile italiano. Contemporaneamente vengono pubblicati volumi in edizione cartonata o in brossura che contengono archi narrativi o storie che non vengono utilizzati per la serie regolare[11]. Il primo ad essere distribuito è Aliens 30º Anniversario, volume cartonato che raccoglie il primo fumetto che diede vita all'Aliens Universe, ovvero la miniserie in bianco e nero pubblicata dalla Dark Horse nel 1988, scritta da Mark Verheiden e disegnata da Mark A. Nelson[11]. Successivamente inizia la pubblicazione in 5 volumi brossurati della saga Fire and Stone[11]. Composti da cinque archi narrativi inseriti all'interno di una storia che unisce nella stessa continuity i franchise della 20th Century Fox riguardanti l'Alien Universe[11]. Si fa quindi riferimento a Prometheus, Alien, Predator e Alien vs Predator[11]. In quest'ultimo caso però non si considerano i due lungometraggi che vedono lo scontro tra le due creature aliene in quanto non considerati canonici rispetto agli altri film dello xenomorfo. Fire and Stone si pone invece in continuity con l'Alien Universe e si svolge dopo il Prometheus di Ridley Scott[11]. Nel 2018 per espandere ulteriormente la linea editoriale su questo universo narrativo, viene lanciata la serie regolare mensile Predator, basata sul celebre cacciatore/predatore alieno apparso per la prima volta nell'omonimo film del 1987 con Arnold Schwarzenegger[12]. Come per la serie Aliens, qui sono pubblicate storie narrate in miniserie o albi speciali pubblicati dalla Dark Horse Comics, editore dei fumetti sugli yautja dal 1989[12]. Il primo numero viene distribuito il 25 settembre 2018, poco prima della première cinematografica del film The Predator di Shane Black, quarto film del franchise, uscito nelle sale italiane l'11 ottobre 2018[13].